# Bethnal Green (metropolitana di Londra)
Bethnal Green è una stazione della metropolitana di Londra, situata sulla linea Central.
La stazione fu aperta nell'ambito dell'estensione a est della Central Line il 4 dicembre 1946; in precedenza era stata usata come rifugio antiaereo. Il 3 marzo 1943, 173 persone morirono schiacciate mentre tentavano di entrare nel rifugio.

## Storia
Il New Works Programme del London Passenger Transport Board del 1935–40 includeva la costruzione di una nuova stazione di profondità a Bethnal Green come parte dell'estensione della Central line da Liverpool Street a Ongar lungo i binari della London & North Eastern Railway (LNER) verso Epping e lungo una nuova sezione di linea sotterranea tra Leyonstone e Newbury Park per servire i nuovi sobborghi a nord di Ilford lungo il cosiddetto Hainault loop.

### Il disastro in tempo di guerra del 1943
La costruzione dell'estensione verso est della Linea Central iniziò negli anni trenta, e le gallerie erano in gran parte complete allo scoppio della seconda guerra mondiale. Mentre alcuni tratti venivano utilizzati come fabbriche sotterranee, con l'inizio del Blitz, la stazione di Bethnal Green fu usata come rifugio antiaereo, prima in forma non ufficiale e successivamente con benedizione ufficiale.
Nel 1943, l'utilizzo del rifugio andava diminuendo, crescendo solo quando ci si aspettava un bombardamento di rappresaglia in risposta ai raid della Royal Air Force. Questo fu ciò che avvenne il 3 marzo 1943, quando la stampa britannica riportò un pesante attacco della RAF sopra Berlino la notte del 1º marzo. La sirena per attacchi aerei suonò alle 20:17, causando un flusso ordinato di persone per la breve rampa di scale che portava alla zona dell'ufficio prenotazioni sotterraneo. Alle 20:27, una batteria antiaerea, distante poche centinaia di metri a Victoria Park, lanciò una salva di un nuovo tipo di razzo antiaereo. L'arma era segreta ed il tipo inatteso e sconosciuto di esplosione causò panico e isteria di massa. Quando la folla cominciò a dirigersi verso il rifugio, una donna inciampò sulle scale, facendo cadere molti altri. In pochi secondi 300 persone furono schiacciate nel piccolo vano scale. 172 persone morirono sul posto, una in ospedale in seguito; 62 bambini morirono nell'incidente.

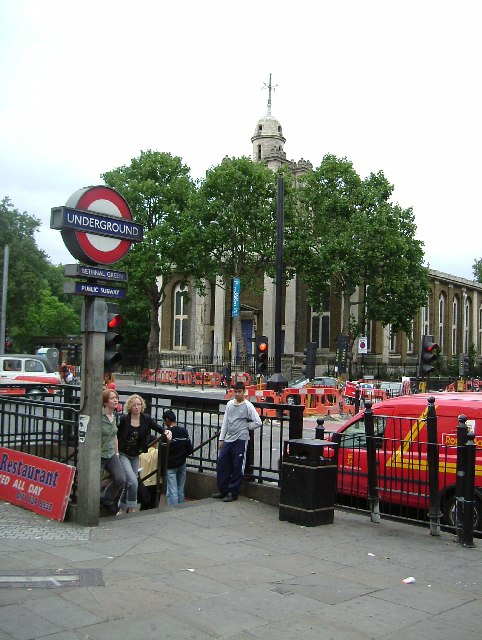
Veduta dall'ingresso sud est verso St. John's

Il disastro fu riportato dalla stampa in forma parziale ma le esigenze della censura in tempo di guerra richiesero che fosse omesso il luogo dell'incidente. Un'inchiesta fu aperta per stabilire le cause, ma quando fu conclusa, il Segretario di Stato per gli Affari Interni Herbert Morrison fece solo una breve dichiarazione in Parlamento. Il governo fu accusato di "mettere a tacere" il disastro con una campagna locale e due delle famiglie delle vittime fecero causa al consiglio di borgo di Bethnal Green per danni. Finalmente, Morrison decise di rendere pubblico il rapporto che aveva concluso che la cattiva illuminazione, la mancanza di una barriera di sicurezza (che il consiglio locale non poteva permettersi di costruire), e la mancanza di supervisione da parte della polizia o delle guardie dell'ARP avevano contribuito al disastro. In ogni caso, si sentenziò che la causa principale fu il comportamento irrazionale della folla, e che si sarebbero perse vite anche se fossero state prese le precauzioni opportune. Morrison aveva censurato il rapporto, temendo che non sarebbe stato creduto. Solo 50 anni dopo il disastro una placca discreta fu eretta sul posto.
Lo schiacciamento a Bethnal Green fu l'evento con il maggior numero di vittime civili nel Regno Unito durante la Seconda Guerra Mondiale e l'incidente con il maggior numero di morti della storia della metropolitana di Londra. Il maggior numero di morti per una singola bomba durante la guerra fu di 107 morti alla Wilkinson's Lemonade Factory a North Shields nel 1941, e, per quanto riguarda la rete metropolitana, di 68 vittime a Balham, anche se in altre occasioni un numero maggiore di cittadini britannici morirono in un singolo raid di bombardamenti.
Lo "Stairway to Heaven Memorial Trust" fu creato nel 2007 per creare un memoriale per i morti nel disastro. La licenza edilizia è stata concessa per un monumento a forma di scalinata di bronzo con 173 punti di luce, disegnato dagli architetti locali Harry Patticas e Jens Borstlemann.

### Altri incidenti
Il 5 luglio 2007, un treno della Central line deragliò nel tunnel tra Bethnal Green e Mile End, dopo aver colpito un rotolo di coperta ignifuga che si era staccato da un passaggio tra le due gallerie a causa del forte vento. La London Fire Brigade mandò 14 camion antincendio sul posto, tra cui quattro veicoli per la ricerca ed il soccorso urbano.

## Strutture e impianti
La stazione è un esempio dello stile "New Works Programme 1935 - 1940" adottato dal London Passenger Transport Board per le nuove stazioni. Sono state utilizzate molte piastrelle giallo pallido, fabbricate originariamente dalla Poole Pottery. Questo è stato replicato durante la modernizzazione del 2007 anche se vari pannelli della piastrellatura originale furono tolti dai binari. Le finiture comprendono piastrelle in rilievo, che mostrano simboli di Londra e dell'area servita dal London Passenger Transport Board, disegnate da Harold Stabler. Le entrate alla stazione, tutte in forma di scalinate verso le biglietterie sotterranee, mostrano l'influenza del disegno di Charles Holden, l'architetto consulente del London Transport all'epoca.
La stazione è stata ristrutturata nel 2006-2007, con l'installazione, fra l'altro, di 16 nuove telecamere di sicurezza.
La stazione è situata all'interno della Travelcard Zone 2.

## Interscambi
Nelle vicinanze della stazione effettuano fermata alcune linee urbane automobilistiche, gestite da London Buses.
- Fermata autobus

## Galleria d'immagini

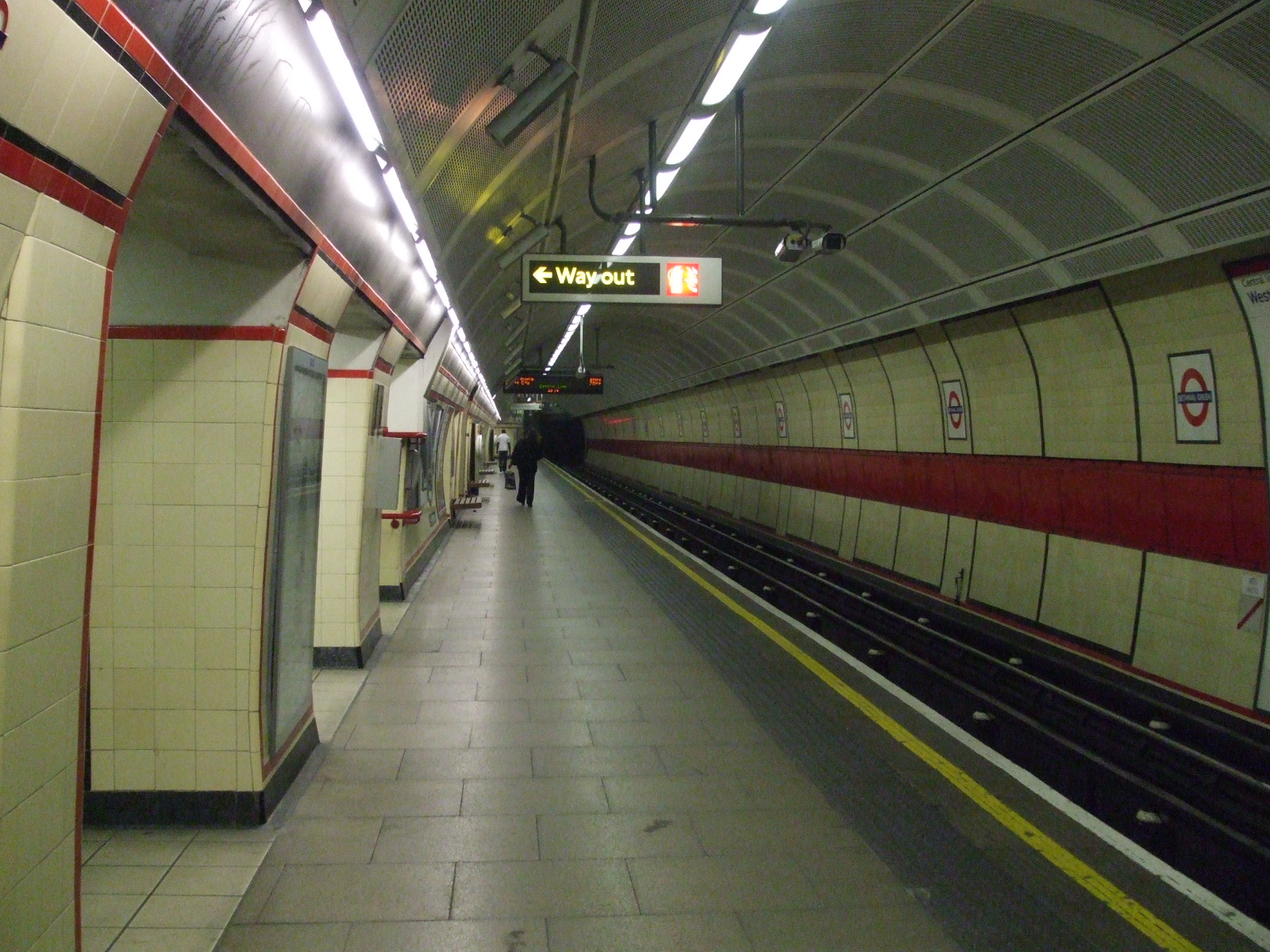
Binario direzione ovest guardando verso est
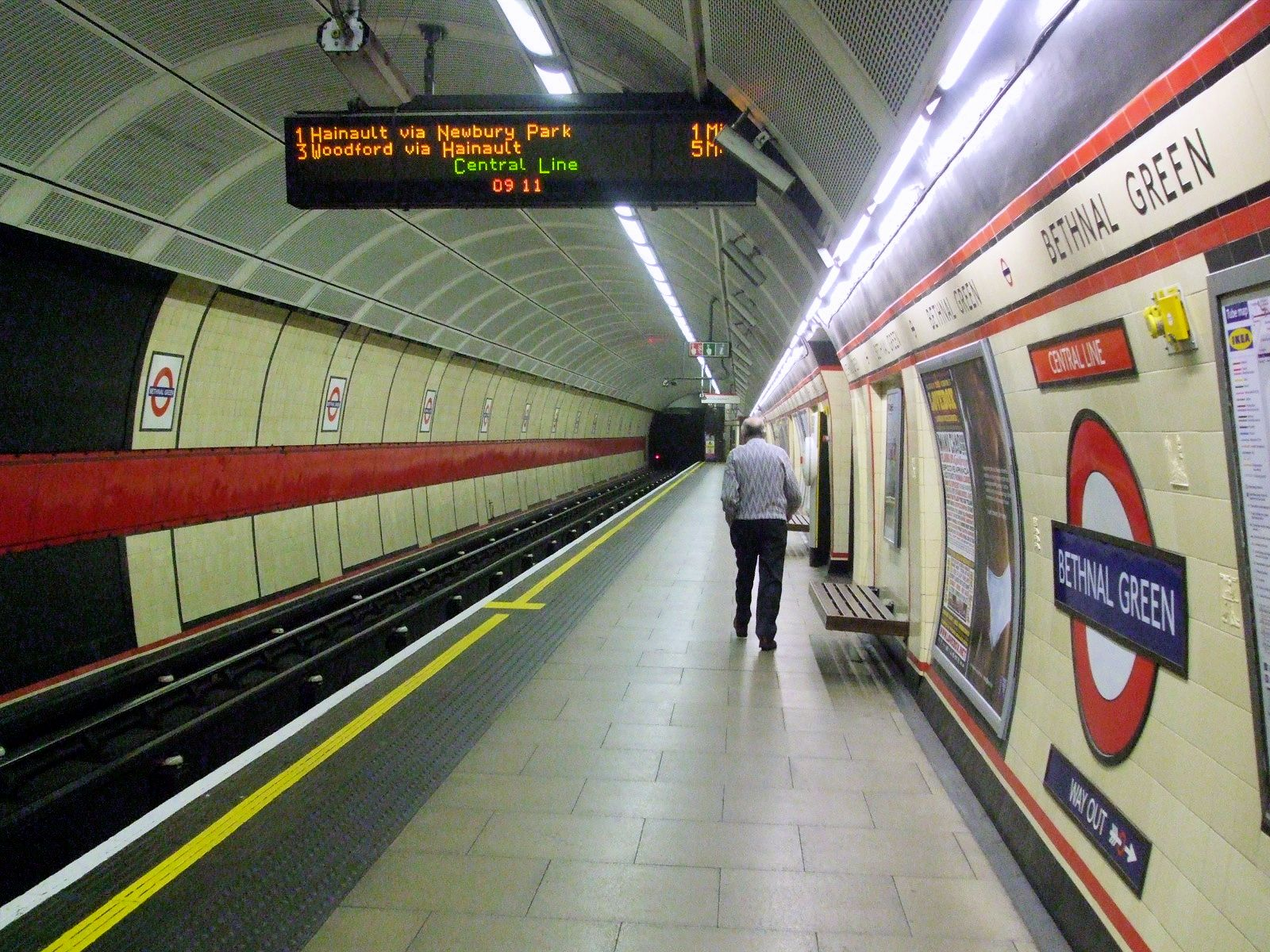
Binario direzione est guardando verso est
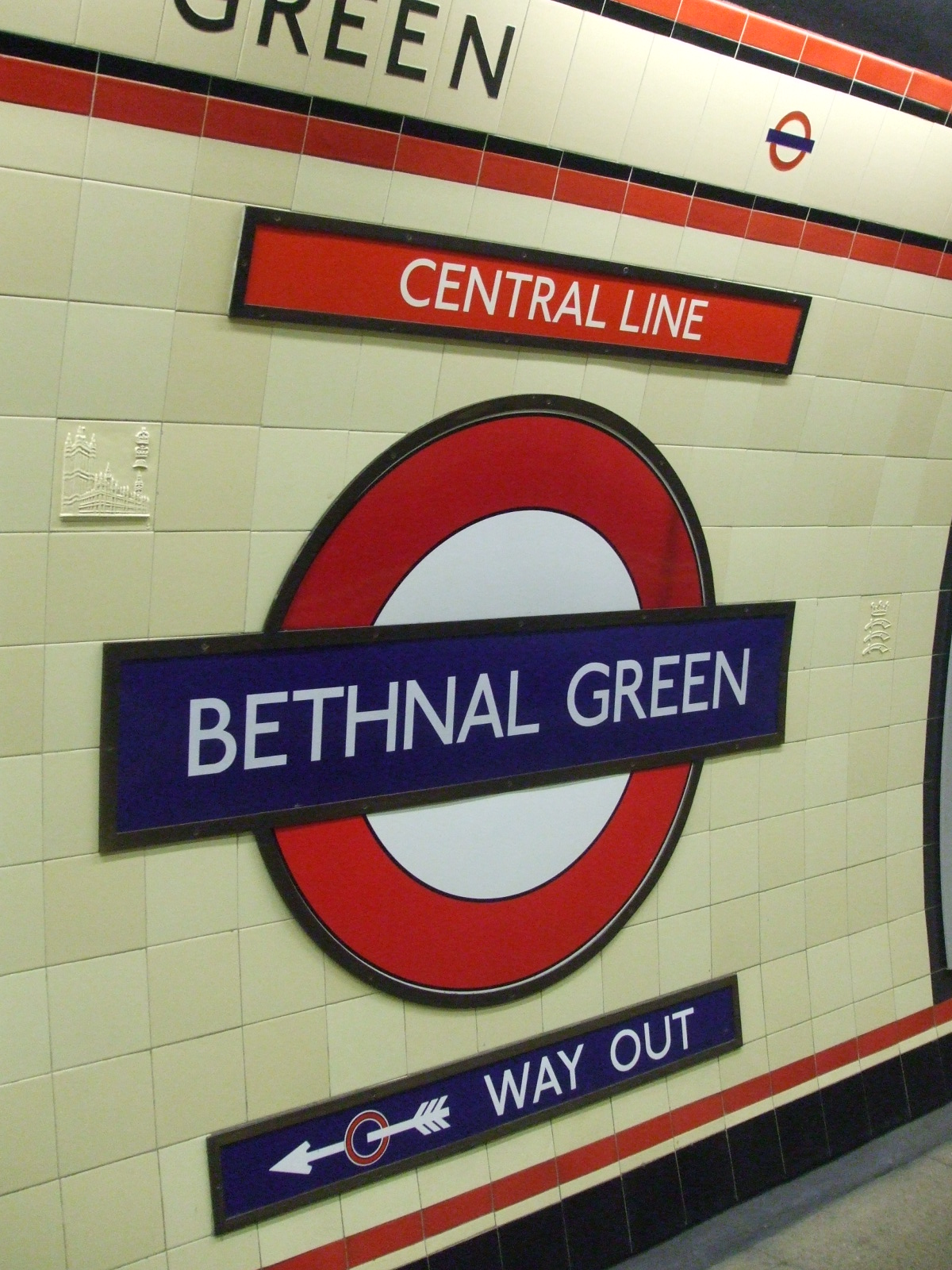
Logo sul binario direzione ovest
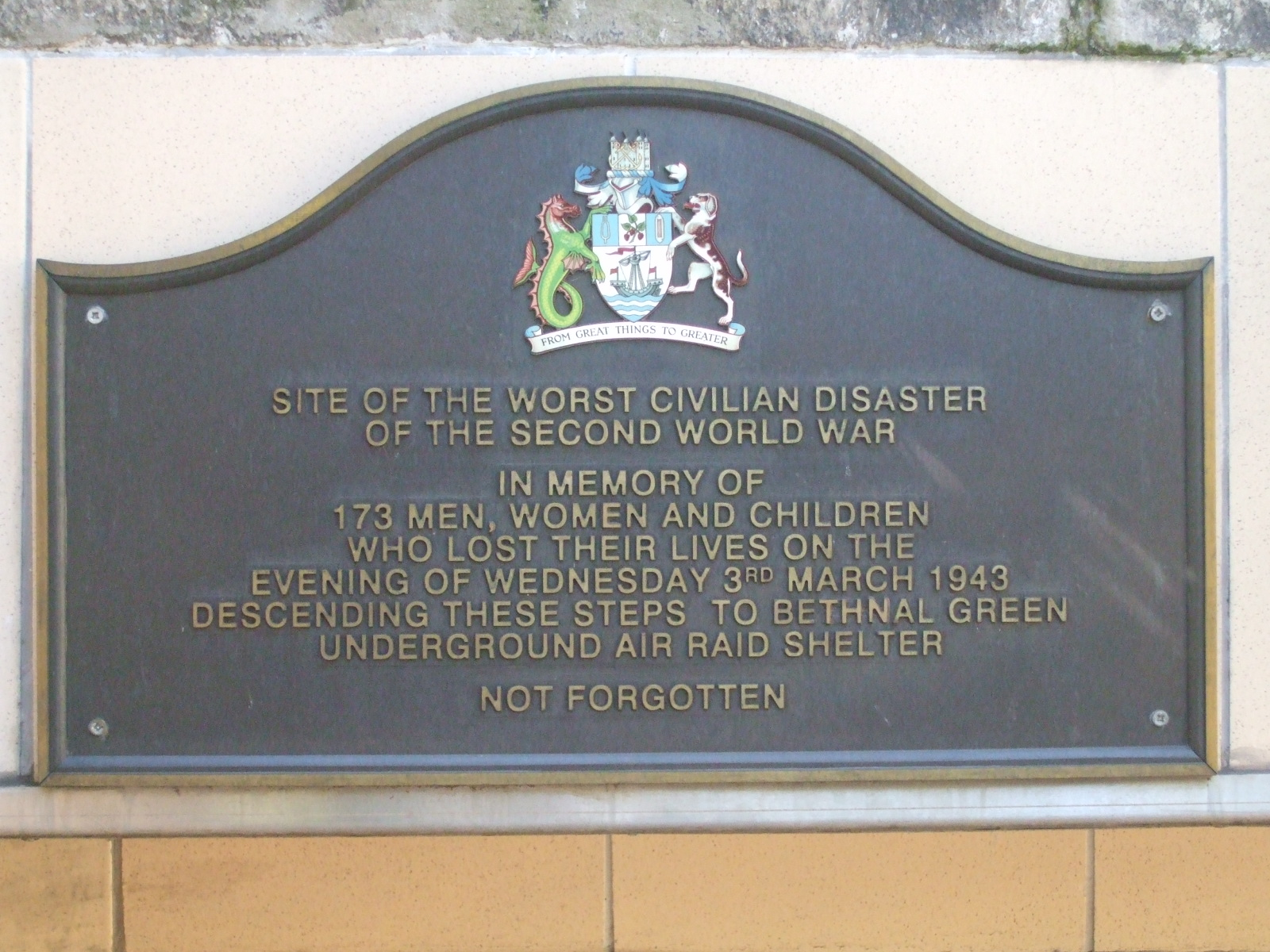
Memoriale al disastro del 1943, sulla scala sud-est